# Henry Slocum
Henry Warner Slocum, Jr. (28 de mayo de 1862 - 22 de enero de 1949) fue un jugador de tenis estadounidense que se destacó a fines del siglo XIX, convirtiéndose en el segundo jugador en conquistar el US National Singles Championships tras la victoria de Richard Sears en los primeros 7 torneos de la historia.
Durante sus estudios universitarios en la Universidad de Yale se desempeñó como jugador de fútbol americano además de como tenista y sus destacados logros en tenis se dieron mientras ejercía como abogado en la ciudad de Nueva York. En su cuarta incursión en el US National en 1887, perdió en la final ante Richard Sears, en lo que fue el último título de este último en el más prestigioso torneo de tenis americano. Al año siguiente, motivado por la no participación de Sears para defender su título, se entrenó duro y venció en la final a Howard Taylor, convirtiéndose en el segundo hombre en conquistar el título de singles del torneo. Debido a su condición de campeón, jugó automáticamente la final de 1889, consagrándose nuevamente ante el zurdo Quincy Shaw. Su reinado llegó a su fin en 1890, a manos del adolescente (19 años) Oliver Campbell, quien lo derrotó en 4 sets.
También se consagró campeón de dobles en 1889, junto a Howard Taylor, tras haber sido finalista en 1885 y 1887. 
Tras el torneo de 1890, dejó el tenis y se dedicó a ejercer la abogacía, aunque tuvo un retorno en 1892, donde perdió por 6-0 6-0 6-0 ante W.N Ryerson. Reapareció en el torneo nuevamente en 1903 y compitió por otros 9 años hasta su última participación en 1911, con 51 años. En su último torneo derrotó al luego héroe aéreo de la Primera Guerra Mundial, Larry Curtis y perdió ante el finalista de 1921, Wallace Johnson.
En 1892-1893, ejerció como presidente de la USTA (Asociación de Tenis de Estados Unidos). En 1955, fue una de las 6 primeras personas en ingresar al Salón Internacional de la Fama del tenis.

## Torneos de Grand Slam

### Campeón Individuales (2)
| Año  | Torneo           | Oponente en la final | Resultado       |
| 1888 | US Championships | Howard Taylor        | 6-4 6-1 6-0     |
| 1889 | US Championships | Quincy Shaw          | 6-3 6-1 4-6 6-2 |

### Finalista Individuales (2)
| Año  | Torneo           | Oponente en la final | Resultado       |
| 1887 | US Championships | Richard Sears        | 1-6 3-6 2-6     |
| 1890 | US Championships | Oliver Campbell      | 2-6 6-4 3-6 1-6 |

### Campeón Dobles (1)
| Año  | Torneo           | Pareja        | Oponentes en la final          | Resultado   |
| 1889 | US Championships | Howard Taylor | Oliver Campbell Valentine Hall | 6-1 6-3 6-2 |

### Finalista Dobles (2)
| Año  | Torneo           | Pareja        | Oponentes en la final      | Resultado           |
| 1885 | US Championships | Percy Knapp   | Joseph Clark Richard Sears | 3-6 0-6 2-6         |
| 1887 | US Championships | Howard Taylor | James Dwight Richard Sears | 4-6 6-3 6-2 3-6 3-6 |

- Datos: Q1348581
- Multimedia: Henry Slocum / Q1348581